# Fuente de alimentación (Soldadura)
Una fuente de energía para soldadura es un equipamiento que brinda o modula una corriente eléctrica para hacer la soldadura por arco.
Existen múltiples procesos de soldadura por arco de uso común que van desde la soldadura por arco de metal apantallado (SMAW) subjetivamente simple hasta procesos de soldadura más complicados que usan gas inerte de apantallamiento como la soldadura por arco de gas metal (GMAW) o la soldadura por arco de gas de tungsteno (GTAW). 
Las fuentes de energía para la soldadura sirven principalmente como dispositivos que permiten al soldador ejercer un control sobre si la corriente es corriente alterna (CA) o continua (CC), así como sobre el amperaje y el voltaje. 
Las fuentes de alimentación para procesos de soldadura que usan gas de protección además ofrecen conexiones para el gas y métodos para controlar el flujo de gas. El operario puede cambiar estos causantes dentro de los factores precisos según el género de metal, el espesor y la técnica a utilizar. 
La mayor parte de las fuentes de energía para la soldadura no generan energía, sino funcionan como transformadores controlables que permiten al operador ajustar las características eléctricas según sea necesario. 
Por otro lado , en algunas apps de soldadura, en particular el SMAW, usado en zonas aisladas de las redes eléctricas, se utilizan fuentes de energía para soldadura que combinan las funciones de generación eléctrica y modulación de corriente en una única unidad móvil inteligente montada en un vehículo o en un remolque.

## Clasificación
Las máquinas de soldar acostumbran clasificarse como de corriente constante (CC) o bien de voltaje constante (CV); una máquina de corriente recurrente cambia su voltaje de salida para mantener una corriente constante mientras que una máquina de voltaje constante va a hacer variar su corriente de salida para sostener un voltaje establecido. 
La soldadura por arco de metal protegido y la soldadura por arco de gas tungsteno utilizarán una fuente de corriente recurrente y la soldadura por arco de metal de gas y la soldadura por arco con núcleo de flujo comúnmente usan fuentes de voltaje constante , mas la corriente recurrente además es viable con un alimentador de hilo con sensor de voltaje.
La naturaleza de la máquina CV es necesaria para la soldadura por arco de metal de gas y la soldadura por arco con núcleo de fundente porque el soldador no es capaz de vigilar la longitud del arco de manera manual. 
Si un soldador intentara utilizar una máquina CV para una tarea de soldadura por arco de metal apantallado (SMAW), las pequeñas oscilaciones en la distancia del arco causarían fluctuaciones significativas en la salida de corriente de la máquina. 
Con una máquina CC el soldador puede tener un número fijo de amperios que llegan al material, con independencia de lo corto o film que sea el arco eléctrico.

## Diseños de fuentes de alimentación
Las fuentes de alimentación de soldadura que se ven con más frecuencia se pueden clasificar dentro de los siguientes tipos:

### Transformador
Una fuente de alimentación de soldadura tipo transformador convierte el voltaje moderado y la electricidad de corriente moderada de la red eléctrica de la red pública (típicamente 230 o 115 VCA) en un suministro de alta corriente y bajo voltaje, típicamente entre 17 y 45 (circuito abierto) voltios y 55 a 590 amperios . Un rectificador convierte la CA en CC en máquinas más caras.
Este diseño típicamente permite que el soldador seleccione la corriente de salida moviendo de diversas formas un devanado primario más cerca o más lejos de un devanado secundario, moviendo una derivación magnética dentro y fuera del núcleo del transformador, usando un reactor de saturación en serie con una técnica de saturación variable en serie con la salida de corriente secundaria, o simplemente permitiendo que el soldador seleccione el voltaje de salida de un conjunto de tomas en el devanado secundario del transformador. Estas máquinas de estilo transformador suelen ser las menos costosas.
La compensación por el costo reducido es que los diseños puros de transformadores a menudo son voluminosos y masivos porque operan a la frecuencia de la red eléctrica de 50 o 60 Hz. Estos transformadores de baja frecuencia deben tener una inductancia de magnetización alta para evitar corrientes de derivación inútiles. El transformador también puede tener una inductancia de fuga significativa para protección contra cortocircuitos en caso de que una varilla de soldadura se adhiera a la pieza de trabajo. La inductancia de fuga puede ser variable para que el operador pueda configurar la corriente de salida.

### Generador y alternador
Las fuentes de alimentación de soldadura también pueden utilizar generadores o alternadores para convertir la energía mecánica en energía eléctrica. Los diseños modernos suelen estar impulsados por un motor de combustión internapero las máquinas más antiguas pueden usar un motor eléctrico para impulsar un alternador o generador. En esta configuración, la energía de la red pública se convierte primero en energía mecánica y luego de nuevo en energía eléctrica para lograr el efecto de reducción similar a un transformador. Debido a que la salida del generador puede ser corriente continua, o incluso una CA de frecuencia más alta, estas máquinas más antiguas pueden producir CC a partir de CA sin necesidad de rectificadores de ningún tipo, o también se pueden utilizar para implementar variaciones utilizadas anteriormente en los llamados Soldadores heliarc (más a menudo ahora llamados TIG), donde el alternador evita la necesidad de una caja de módulo adicional de frecuencia más alta simplemente produciendo corriente CA de frecuencia más alta directamente.

### Inversor
Desde la llegada de los semiconductores de alta potencia como el transistor bipolar de puerta aislada (IGBT) , ahora es posible construir una fuente de alimentación en modo conmutado.capaz de hacer frente a las altas cargas de la soldadura por arco. Estos diseños se conocen como unidades de soldadura inverter. Por lo general, primero rectifican la alimentación de CA de la red pública a CC; luego cambian (invierten) la potencia de CC en un transformador reductor para producir el voltaje o la corriente de soldadura deseados. La frecuencia de conmutación es normalmente de 10 kHz o superior. Aunque la alta frecuencia de conmutación requiere componentes y circuitos sofisticados, reduce drásticamente el volumen del transformador reductor, ya que la masa de componentes magnéticos (transformadores e inductores) que se requieren para lograr un nivel de potencia dado disminuye rápidamente a medida que la operación (conmutación ) aumenta la frecuencia. Los circuitos del inversor también pueden proporcionar funciones como control de potencia y protección contra sobrecargas.
Los IGBT en una máquina con inversor están controlados por un microcontrolador, por lo que las características eléctricas de la potencia de soldadura se pueden cambiar mediante software en tiempo real, incluso ciclo por ciclo, en lugar de realizar cambios lentamente durante cientos, si no miles de ciclos. Típicamente, el software del controlador implementará características tales como pulsos de la corriente de soldadura, proporcionando relaciones variables y densidades de corriente a través de un ciclo de soldadura, permitiendo frecuencias variables de barrido o escalonadas y proporcionando el tiempo necesario para implementar la soldadura por puntos automática; todas estas características serían prohibitivamente caras de diseñar en una máquina basada en transformador, pero solo requieren espacio de memoria de programa en una máquina inversora controlada por software. De manera similar, es posible agregar nuevas funciones a una máquina inversora controlada por software si es necesario, a través de una actualización de software, en lugar de tener que comprar un soldador más moderno.

### Otros tipos
También existen tipos adicionales de soldadores, además de los tipos que utilizan transformadores, motor / generador e inversores. Por ejemplo, también existen soldadores láser, y requieren un tipo de diseño de fuente de alimentación de soldadura completamente diferente que no caiga en ninguno de los tipos de fuentes de alimentación de soldadura discutidos anteriormente. Del mismo modo, los soldadores por puntos requieren un tipo diferente de fuente de alimentación de soldadura, que generalmente contiene circuitos de temporización elaborados y grandes bancos de condensadores que no se encuentran comúnmente con ningún otro tipo de fuente de alimentación de soldadura.